# 国道281号
国道281号（こくどう281ごう）は、岩手県盛岡市から久慈市に至る一般国道である。

## 概要
盛岡市と久慈市を結ぶ国道ではあるが、起点NHK前交差点から岩手郡岩手町沼宮内北口交差点までは国道4号と重複している。そのため実質は岩手郡岩手町と久慈市を結ぶ国道とも定義出来る。また起点から滝沢市までは国道282号とも重複しており、3路線の重複区間となっている。

### 路線データ
一般国道の路線を指定する政令に基づく起終点および重要な経過地は次のとおり。
- 起点：盛岡市（NHK前交差点 = 国道4号上、国道282号起点）
- 終点：久慈市（長内トンネル北口交差点 = 国道45号交点、岩手県道268号野田長内線終点）
- 重要な経過地：岩手県岩手郡滝沢村[注釈 2]、同郡岩手町、同郡葛巻町
- 総延長 : 76.0 km[2][注釈 3]
- 重用延長 : なし[2][注釈 3]
- 未供用延長 : なし[2][注釈 3]
- 実延長 : 76.0 km[2][注釈 3]
  - 現道 : 76.0 km[2][注釈 3]
  - 旧道 : なし[2][注釈 3]
  - 新道 : なし[2][注釈 3]
- 指定区間：国道4号と重複する区間（盛岡市・NHK前交差点（起点） - 岩手郡岩手町・沼宮内北口交差点）[3]

## 歴史
- 1954年（昭和29年）
  - 1月20日 - 県道葛巻久慈線の一部および県道葛巻沼宮内線の一部が、久慈沼宮内線（岩手県九戸郡久慈町（現・久慈市） - 岩手県岩手郡沼宮内町（現・岩手町））として主要地方道の指定を受ける[4]。
  - 8月16日 - 岩手県により久慈沼宮内線として県道に認定される[5]。
- 1970年（昭和45年）4月1日 - 一般国道281号（岩手県盛岡市 - 岩手県久慈市）として指定[6]。
- 2007年（平成19年）1月16日 - 久慈市内の「下川井工区」が開通する[7]。

## 路線状況

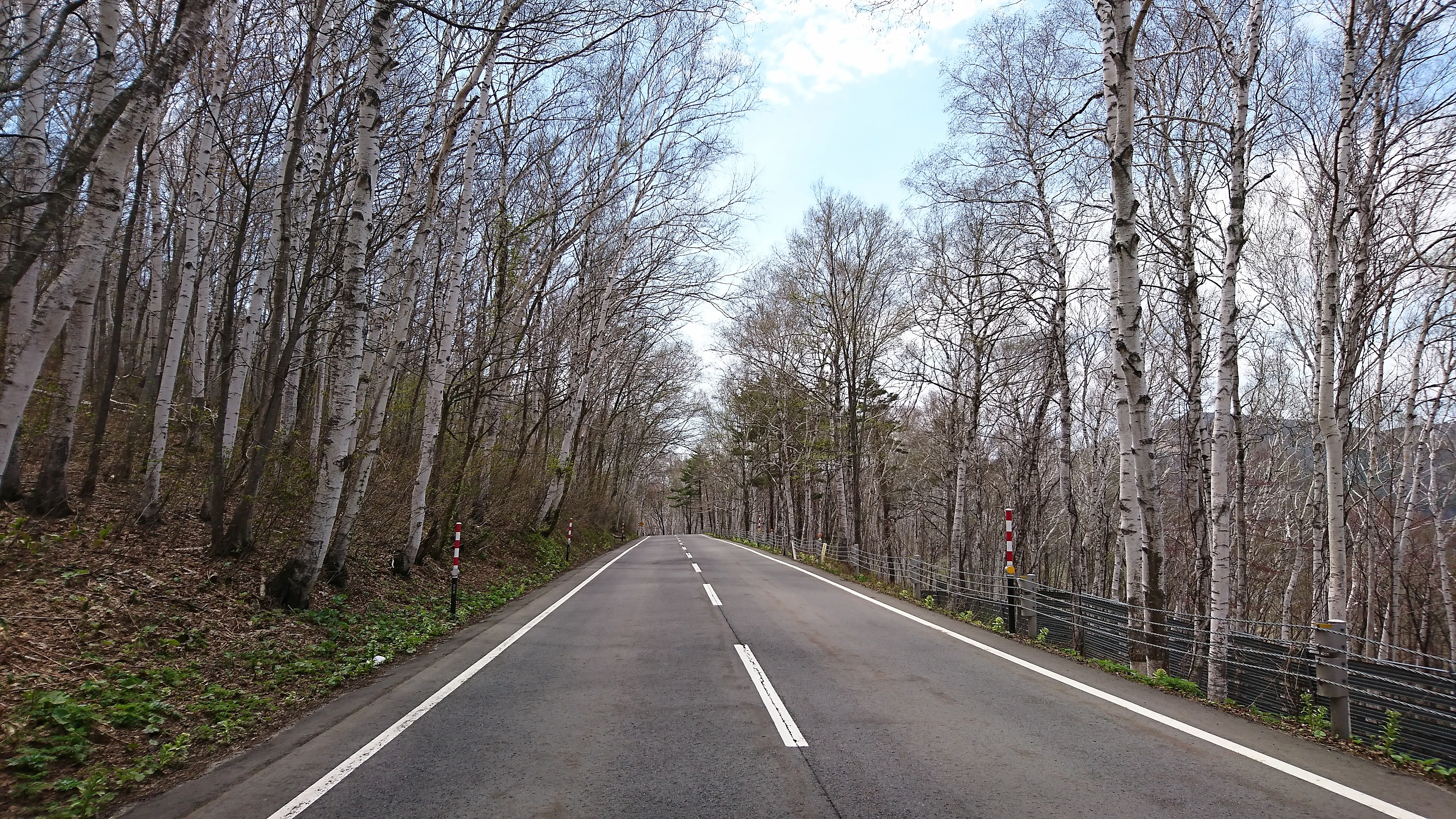
久慈市山形では白樺林を抜ける

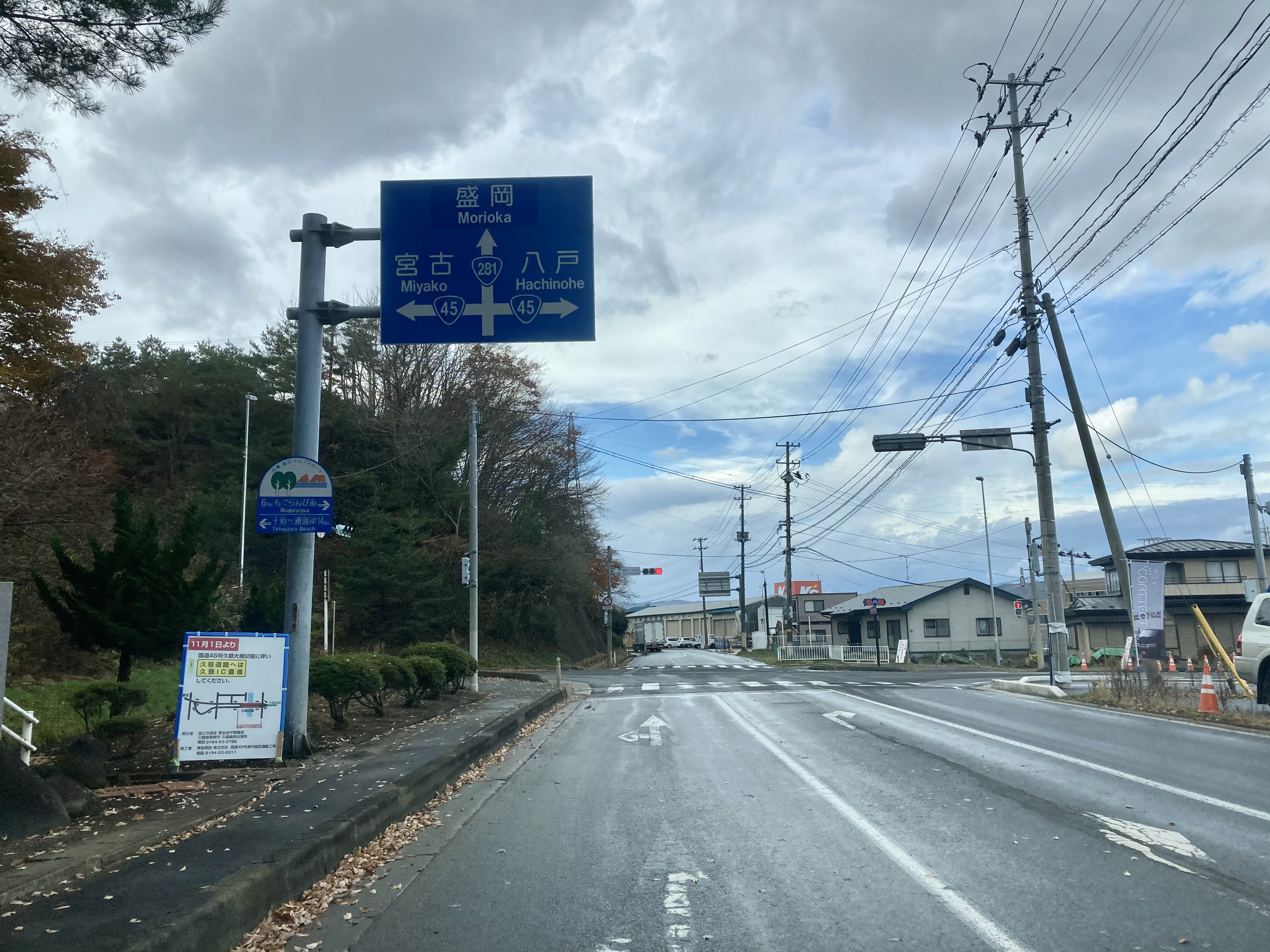
国道281号の終点

### バイパス道路
- 沼宮内バイパス
- 川井バイパス

### 重複区間
- 国道282号（盛岡市・NHK前交差点（起点） - 滝沢市・分れ南交差点）
- 国道4号（盛岡市・NHK前交差点（起点） - 岩手郡岩手町・沼宮内北口交差点）
- 国道340号（岩手郡葛巻町・茶屋場交差点 - 沢口交差点）

### 道路施設

#### 道の駅
- くずまき高原（岩手郡葛巻町）
- 白樺の里やまがた（久慈市）

## 地理

### 通過する自治体
- 岩手県
  - 盛岡市 - 滝沢市 - 岩手郡岩手町 - 岩手郡葛巻町 - 久慈市

### 交差する道路
- 国道4号（盛岡市・NHK前交差点）
- 国道282号（滝沢市・分れ南交差点）
- 滝沢IC - E4 東北自動車道（滝沢市）
- 国道4号（岩手町・沼宮内北口交差点）
- 岩手県道17号岩手平舘線（岩手町大坊字城山）
- 岩手県道253号元木江刈内線（葛巻町葛巻字元木）
- 岩手県道30号葛巻日影線（葛巻町葛巻字黒森）
- 岩手県道15号一戸葛巻線（葛巻町葛巻字田代）
- 国道340号・岩泉方面（葛巻町・茶屋場交差点）
  - 国道340号・九戸方面（葛巻町・沢口交差点）
- 岩手県道29号野田山形線（久慈市山形町来内・平庭峠）
- 岩手県道272号戸田荷軽部線（久慈市山形町川井字明通・荷軽部スノーシェルター東）
- 岩手県道5号一戸山形線（久慈市山形町川井字下川井）
- 岩手県道42号戸呂町軽米線（久慈市山形町戸呂町）
- 岩手県道124号久慈停車場線（久慈市中央二丁目）
- 岩手県道7号久慈岩泉線（久慈市中央四丁目）
- 国道45号、岩手県道268号野田長内線（久慈市・長内トンネル北口交差点）